# 武内晋一
武内 晋一（たけうち しんいち、1983年12月10日 - ）は、兵庫県神戸市西区出身の元プロ野球選手（内野手、外野手）。

## 経歴

### プロ入り前
神戸市立平野小学校4年時に神戸市少年団リーグの軟式少年野球チーム「平野少年団」に入り野球を始める。左利きにもかかわらず三塁を守り、当時は武内が全てのワンマンチームだったという。同学年の栗山巧も同リーグの「小寺少年団」に所属していた。
神戸市立平野中学校時代は硬式野球ヤングリーグ「神戸須磨クラブ」に所属し投打に活躍し全国大会にも出場。智辯和歌山高校に進学し、投手から野手に転向。1年からレギュラーとなり、1年夏の第81回全国高等学校野球選手権大会では田中浩康擁する尽誠学園などを破り勝ち進むも、準決勝で岡本直也擁する岡山理大附にサヨナラ負けを喫し4強止まり。
2年時には今なお「高校野球史上最強打線」と呼ばれる強力打線で3番を担う。春の第72回選抜高等学校野球大会で小島心二郎擁する国士舘高や香月良太、香月良仁擁する柳川などを破ったが、決勝で筑川利希也、山本淳を擁する東海大相模に敗れ準優勝。
夏の第82回全国高等学校野球選手権大会では準々決勝で香月良太がエースの柳川高校と再戦した他、前田章宏擁する中京大中京、加藤領健、中尾敏浩、朝井秀樹、今江敏晃、桜井広大らを擁するPL学園、根市寛貴擁する光星学院、中村一生、山田憲らを擁する東海大浦安などの強豪校を次々と破り、チームは7つの大会新記録を樹立して優勝。
2年時には甲子園春夏通算での年間安打数記録を樹立した。
3年時には主将となったが、夏の和歌山大会では山本芳彦擁する和歌山工業高校相手に一回戦敗退。高校通算47本塁打。
高校卒業後は早稲田大学人間科学部に進学。1年春からレギュラーに定着し、2年春にはリーグ3位の打率.405、17打点の成績で打点王とベストナインに輝く。同年は田中浩康、青木宣親、鳥谷敬、比嘉寿光、武内、由田慎太郎と打順の1番から6番までが後にプロ入りした。3年時には第2回世界大学野球選手権日本代表にも選出されたが、本塁打への意識の強さから打撃フォームを崩して平凡な成績が続き、フォーム改善に苦悩した。94kgという体重にしては足も速かったが、盗塁王はチームメイトの前田将希が獲得。4年時の2005年には主将となり第34回日米大学野球選手権大会に出場して最高殊勲選手となるが、アメリカ人とのパワーの違いを痛感し、本塁打へのこだわりを捨てるきっかけになり、その後行われた秋季リーグ戦では本塁打0ながら打率.426で首位打者と打点王を獲得し、ベストナインに選ばれた。同年秋のプロ野球ドラフト会議で東京ヤクルトスワローズに希望枠で入団。準永久欠番である背番号8を同年引退した佐藤真一から受け継いだ。大学通算で97試合に出場し通算25人目となる100安打以上を達成し、345打数102安打、打率.296、当時の歴代4位となる73打点、12本塁打、11盗塁、ベストナイン2回を残した。守備では4年間リーグ戦全試合にスタメン出場して無失策だった。

### ヤクルト時代
2006年は開幕一軍入りし、4月1日の阪神タイガース戦で安藤優也からプロ初安打となる同点3ラン本塁打を打つが、飛球を落球して先制点を与える。その後すぐに二軍落ちしたが、イースタン・リーグでは主に外野手として50試合に出場し、打率.285、出塁率.340、28打点、リーグ2位の6犠飛を記録した。
2007年の開幕は二軍スタートとなるが、アダム・リグスの故障により4月22日に一軍合流。5月3日の広島東洋カープ戦で長谷川昌幸からシーズン初安打となる2点本塁打。二軍では打率.367、7本塁打、44打点で、首位打者、最高出塁率、最高長打率を記録した。しかし、一塁にはリグス、外野には同じ左打ちのアーロン・ガイエルがいて、一軍に定着することはできなかった。
2008年は4番を打っていたリグスや主軸を期待された宮出隆自が相次いで絶不調に陥り、本職でもある一塁手の座を掴むチャンスが巡ってきたが、安定した打率を維持した畠山和洋に競り負け、ガイエルが怪我で離脱した外野でも石井一久の人的補償で西武ライオンズから移籍してきた福地寿樹が大ブレイクした事で定位置獲得はならず、主に守備固めや左の代打として出場した。
2009年、この年も主に守備固めや左の代打としての出場し、シーズン序盤は代打として高い代打打率・得点圏打率を残し、スタメン出場した6月21日の対西武戦では1試合4安打を打つなど、シーズン序盤から中盤にかけては少ないチャンスをものにしている場面が多かった。しかし、故障者が続出し出場機会が巡ってきた7月以降は振るわず、またしても定位置を獲得するには至らなかった。10月3日の阪神甲子園球場での阪神戦で走塁時に転倒し左半月板を損傷、同月に手術を受けた。
2010年、登録が外野手登録から内野手登録へ変更となった。春季キャンプは前年手術をした左膝のリハビリにより出遅れたが、キャンプ終盤に一軍に合流し、開幕を一軍で迎えた。シーズン序盤は控えに回ったものの福地やガイエルら主力の不振もあり、後半戦以降は先発出場する機会も増えた。この年は自己最多となる6本塁打・22打点を記録。
2011年、一塁手の定位置争いは畠山に敗れ、左翼手での出場が多くなった。2試合続けて本塁打を打つなど活躍も見せたが、二軍落ちも経験し、控えとして一年を過ごした。オフに2012年度のヤクルトの選手会長に就任した。
2012年、シーズン序盤は代打で結果を出すが、選手会長として宮本慎也の2000本安打達成時に花束を送るとともに、手首の故障のリハビリに入り、登録抹消。8月中旬に戦列に復帰し、怪我人の穴埋めとして、一塁や外野のスタメンで使われることが多かった。統一球2年目で打撃成績は多少ながらも改善が見られた。
2013年、シーズン序盤は出番があまりなかったが、ラスティングス・ミレッジ、雄平の故障、畠山の不調等でチャンスが回ってくる。プロ入り初の満塁本塁打を放つなど、得点圏打率が高く、勝負強い打撃を見せた。一方で打率は2割を切り、OPSは6割を切るなど成績は低迷した。9月中旬に自打球で骨折し、そのままシーズンを終えた。
2014年、シーズン序盤は前年度故障の影響があり、二軍生活が続いた。一軍で怪我人が続出すると、6月下旬に一軍昇格した。一発があり、チャンスメイクをする働きを見せた。また、一塁守備には変わらず定評があり、守備固めでの起用も多々見られた。打撃成績は改善が見られ、前年度よりOPSが1割以上上昇した。
2015年、開幕は二軍で迎え、二軍と一軍の往復を繰り返し、ファームでシーズンを終えた。同年7月12日の対横浜DeNAベイスターズ戦（神宮）では、9回裏無死での一塁走者として走塁中に、併殺崩しを狙った二塁へのスライディングが守備妨害と判定された。この判定に納得のいかなかった武内は身に着けていたヘルメットをフィールドに叩きつけた。これが審判員への侮辱行為とされ自身初の退場処分となった。
2016年、開幕を二軍で迎えたが、4月16日に一軍に昇格。成績はそれほど悪いものではなかったが、年齢もあり優先起用選手ではなくなったため、二軍に落ちた。その後、一軍に昇格することなくシーズンを終えた。
2017年、開幕を二軍で迎えるが野手に故障者が続出したため一軍に昇格。6月23日の対DeNA戦（神宮）で平田真吾からサヨナラ安打を記録し、久しぶりにお立ち台に上がった。打撃スタイルを変更し、単打狙いに切り替えた。シーズン終了後には34歳ながら秋季キャンプにも参加した。
2018年、9月4日の中日ドラゴンズ戦で3対9で迎えた9回無死1塁の場面で、カウント1ボール0ストライクから、田島慎二の141km/hのストレートを右中間スタンドへ運び、自身4年ぶりの本塁打となる1号2ラン本塁打を記録。後続を盛り上げる一打となり、12対9でチームを逆転勝利に導いた。しかし前年を下回る15試合の出場に留まり、10月15日、球団から現役引退が発表された。

### 引退後
ヤクルトの球団職員に転身。2019年から編成部門に所属している。

## 選手としての特徴・人物
力強いスイングから放つ長打力と勝負強い打撃が持ち味。本職の一塁手では如何なるバウンドでも処理できるミット捌きに定評があり、大学時代は4年間無失策を記録。プロ入り後は主に代打や守備固めとして重宝された。
高いキャプテンシーの持ち主。ヤクルト選手時代は先輩の宮本慎也に「（武内は）決して自分本位ではなく、チームの勝利のために行動できる男」と称され、次期チームリーダーとして非常に期待されていた。

## 詳細情報

### 年度別打撃成績
| 年 度     | 球 団     | 試 合 | 打 席 | 打 数 | 得 点 | 安 打 | 二 塁 打 | 三 塁 打 | 本 塁 打 | 塁 打 | 打 点 | 盗 塁 | 盗 塁 死 | 犠 打 | 犠 飛 | 四 球 | 敬 遠 | 死 球 | 三 振 | 併 殺 打 | 打 率 | 出 塁 率 | 長 打 率 | O P S |
| --------- | --------- | ----- | ----- | ----- | ----- | ----- | -------- | -------- | -------- | ----- | ----- | ----- | -------- | ----- | ----- | ----- | ----- | ----- | ----- | -------- | ----- | -------- | -------- | ----- |
| 2006      | ヤクルト  | 12    | 30    | 24    | 4     | 2     | 0        | 0        | 1        | 5     | 4     | 0     | 1        | 0     | 1     | 5     | 0     | 0     | 8     | 0        | .083  | .233     | .208     | .442  |
| 2007      | ヤクルト  | 24    | 45    | 41    | 2     | 3     | 0        | 0        | 1        | 6     | 3     | 0     | 0        | 0     | 1     | 1     | 0     | 2     | 12    | 0        | .073  | .133     | .146     | .280  |
| 2008      | ヤクルト  | 116   | 182   | 169   | 20    | 39    | 11       | 2        | 1        | 57    | 13    | 2     | 0        | 3     | 0     | 7     | 0     | 3     | 37    | 1        | .231  | .274     | .337     | .611  |
| 2009      | ヤクルト  | 112   | 162   | 144   | 15    | 37    | 4        | 0        | 2        | 47    | 13    | 0     | 0        | 1     | 1     | 15    | 2     | 1     | 23    | 1        | .257  | .329     | .326     | .656  |
| 2010      | ヤクルト  | 109   | 162   | 142   | 25    | 38    | 9        | 0        | 6        | 65    | 22    | 0     | 0        | 0     | 0     | 16    | 2     | 4     | 38    | 1        | .268  | .358     | .458     | .816  |
| 2011      | ヤクルト  | 73    | 118   | 102   | 10    | 22    | 4        | 2        | 2        | 36    | 11    | 0     | 0        | 4     | 2     | 9     | 0     | 1     | 27    | 2        | .216  | .281     | .353     | .634  |
| 2012      | ヤクルト  | 52    | 94    | 82    | 7     | 20    | 3        | 0        | 1        | 26    | 3     | 1     | 1        | 0     | 0     | 7     | 0     | 4     | 14    | 4        | .244  | .333     | .317     | .650  |
| 2013      | ヤクルト  | 76    | 165   | 146   | 8     | 27    | 8        | 0        | 3        | 44    | 19    | 1     | 0        | 3     | 1     | 14    | 0     | 1     | 23    | 3        | .185  | .259     | .301     | .560  |
| 2014      | ヤクルト  | 55    | 125   | 111   | 15    | 27    | 2        | 0        | 4        | 41    | 9     | 0     | 0        | 1     | 1     | 12    | 0     | 0     | 18    | 3        | .243  | .315     | .369     | .684  |
| 2015      | ヤクルト  | 51    | 71    | 66    | 5     | 13    | 2        | 0        | 0        | 15    | 3     | 0     | 0        | 1     | 0     | 4     | 0     | 0     | 15    | 1        | .197  | .243     | .227     | .470  |
| 2016      | ヤクルト  | 25    | 24    | 20    | 3     | 5     | 0        | 0        | 0        | 5     | 2     | 0     | 0        | 0     | 0     | 4     | 0     | 0     | 5     | 1        | .250  | .375     | .250     | .625  |
| 2017      | ヤクルト  | 66    | 104   | 93    | 4     | 19    | 0        | 0        | 0        | 19    | 5     | 0     | 1        | 1     | 0     | 8     | 1     | 0     | 15    | 4        | .204  | .267     | .204     | .472  |
| 2018      | ヤクルト  | 15    | 16    | 14    | 2     | 4     | 1        | 0        | 1        | 8     | 3     | 0     | 0        | 0     | 0     | 2     | 0     | 0     | 2     | 0        | .286  | .375     | .571     | .946  |
| NPB：13年 | NPB：13年 | 786   | 1298  | 1154  | 120   | 256   | 44       | 4        | 22       | 374   | 110   | 4     | 3        | 14    | 7     | 104   | 5     | 16    | 237   | 21       | .222  | .294     | .324     | .618  |

### 年度別守備成績
| 年 度      | 球 団      | 一塁  | 一塁  | 一塁  | 一塁  | 一塁  | 一塁     | 外野  | 外野  | 外野  | 外野  | 外野  | 外野     |
| 年 度      | 球 団      | 試 合 | 刺 殺 | 補 殺 | 失 策 | 併 殺 | 守 備 率 | 試 合 | 刺 殺 | 補 殺 | 失 策 | 併 殺 | 守 備 率 |
| ---------- | ---------- | ----- | ----- | ----- | ----- | ----- | -------- | ----- | ----- | ----- | ----- | ----- | -------- |
| 2006       | ヤクルト   | 4     | 25    | 4     | 0     | 2     | 1.000    | 3     | 1     | 0     | 2     | 0     | .333     |
| 2007       | ヤクルト   | 10    | 78    | 8     | 0     | 6     | 1.000    | -     | -     | -     | -     | -     | -        |
| 2008       | ヤクルト   | 70    | 231   | 17    | 0     | 23    | 1.000    | 24    | 34    | 1     | 0     | 0     | 1.000    |
| 2009       | ヤクルト   | 72    | 259   | 21    | 2     | 22    | .993     | 22    | 22    | 0     | 0     | 0     | 1.000    |
| 2010       | ヤクルト   | 60    | 178   | 12    | 0     | 14    | 1.000    | 18    | 16    | 2     | 0     | 0     | 1.000    |
| 2011       | ヤクルト   | 31    | 36    | 1     | 1     | 3     | .974     | 31    | 39    | 2     | 0     | 0     | 1.000    |
| 2012       | ヤクルト   | 26    | 102   | 4     | 0     | 10    | 1.000    | 19    | 25    | 1     | 0     | 0     | 1.000    |
| 2013       | ヤクルト   | 21    | 88    | 4     | 0     | 13    | 1.000    | 36    | 37    | 0     | 0     | 0     | 1.000    |
| 2014       | ヤクルト   | 24    | 59    | 2     | 1     | 7     | .984     | 29    | 39    | 2     | 1     | 0     | .976     |
| 2015       | ヤクルト   | 24    | 65    | 4     | 0     | 9     | 1.000    | 14    | 17    | 0     | 0     | 0     | 1.000    |
| 2016       | ヤクルト   | 20    | 57    | 4     | 1     | 5     | .984     | 5     | 1     | 0     | 0     | 0     | 1.000    |
| 2017       | ヤクルト   | 44    | 190   | 19    | 1     | 16    | .995     | 2     | 0     | 0     | 0     | 0     | .000     |
| 2018       | ヤクルト   | 9     | 28    | 2     | 2     | 2     | .938     | -     | -     | -     | -     | -     | -        |
| 通算：13年 | 通算：13年 | 415   | 1396  | 102   | 8     | 132   | .995     | 203   | 231   | 8     | 3     | 0     | .988     |

### 記録
- 初出場・初先発出場：2006年4月1日、対阪神タイガース2回戦（明治神宮野球場）、6番・右翼手で先発出場
- 初打席：同上、2回裏に安藤優也から中飛
- 初安打・初本塁打・初打点：同上、6回裏に安藤優也から右越同点3ラン
- 初盗塁：2008年7月17日、対阪神タイガース14回戦（阪神甲子園球場）、9回表に二盗（投手：久保田智之、捕手：矢野輝弘）

### 背番号
- 8 （2006年 - 2018年）